# Venus och Amor (Cranach)
Venus och Amor är en serie oljemålningar av den tyske renässanskonstnären Lucas Cranach den äldre. 
Cranach och hans verkstad målade över 30 versioner av motivet; det är ibland svårt att fastställa i vilken utsträckning Cranach själv har utfört måleriet. Det stora antalet visar på att tavlorna var mycket omtyckta av samtiden. Kärleksgudinnan Venus avbildas tillsammans med sin bevingade son Amor. Motivet har en moraliserande underton – en varning för de sinnliga frestelser Venus förkroppsligar. Cranachs bilder utmärks av kraftig färg och markerad motsättning mellan mörkare och ljusare partier samt en sirlig ornamental linjestil vilket ger ett närmast naivt drag åt de slanka figurerna. 
En av de tidigaste är 1509 års version som ingår i Eremitagets samlingar i Sankt Petersburg. Det är den tidigast kända nordeuropeiska avbildningen av gudinnan Venus som naken. Det är också första gången som Cranach hämtat sitt motiv från den grekiska och romerska mytologin. Den version från 1520–1525 som ingår i Nationalmuseums samlingar kom till Sverige efter svenska truppers plundring av Prag 1648 (Pragrovet). 
Flera av tavlorna i serien skildrar Amor hållande bivax och benämns Venus och Amor som honungstjuv, till exempel 1530 års version som är utställd på Statens Museum for Kunst i Köpenhamn. Berättelsen om när Amor stal bivax och beklagade sig för sin mor när han blev stucken är hämtad från herdediktaren Theokritos Idyll 19, vilket framgår av den latinska texten i målningen övre del. Målningen överfördes 1759 från Gottorpska samlingen till den kungliga samlingen i Köpenhamn.
En målning av Cranach med samma motiv och latinska text som den i Köpenhamn finns utställd på National Gallery i London. I denna bild har Venus utrustats med en ståtlig hatt och flera guldkedjor i enlighet med det mode som gällde vid Fredrik III av Sachsens hov i Wittenberg där Cranach var anställd som hovmålare. Cranachs signatur, en bevingad drake, kan ses på stenen under Venus vänstra fot.  
Cranach utvecklade ett erotiskt nakenmåleri för en utvald krets av privata samlare. Motiven hämtades från religiösa eller mytologiska berättelser för att ge dem ett sken av anständighet – men genomskinliga slöjor, överdådiga hattar och smycken snarare framhävde nakenheten. Cranach målade även Venus ensam utan Amor, liksom med andra gudinnor som i Paris dom. Andra stora serier av Cranach med religiösa eller mytologiska motiv är Adam och Eva och De tre gracerna.

## Lista över olika versioner av Venus och Amor
| Bild | Titel | År                                      | Teknik                            | Format (cm)  | Samling                                                       |
| ---- | --- | --------------------------------------- | --------------------------------- | ------------ | ------------------------------------------------------------- |
|      | Venus och Amor                                                                                           | 1509                                    | olja på pannå överförd till duk   | 213 x 102    | Eremitaget, Sankt Petersburg                                  |
|      | Venus and Amor (Venus och Amor)                                                                          | cirka 1518–1520                         | olja på träpannå                  | 101,5 x 37,5 | Princeton University Art Museum, Princetown                   |
|      | Venus şi Amor (Venus och Amor)                                                                           | 1520                                    | olja på träpannå                  | 104 x 57     | Nationalmuseet för konst, Bukarest                            |
|      | Venus och Amor                                                                                           | cirka 1520–1525                         | olja på lindpannå                 | 104 x 57     | Nationalmuseum, Stockholm (till Sverige efter Pragrovet 1648) |
|      | Cupid complaining to Venus (Amor beklagar sig för Venus)                                                 | 1526–1527                               | olja på trä överfört till masonit | 81,3 × 54,6  | National Gallery, London (sedan 1963)                         |
|      | Venus mit Amor als Honigdieb (Venus och Amor som honungstjuv)                                            | 1527                                    | olja på bokpannå                  | 83 x 58,2    | Schloss Güstrow, Güstrow (sedan 1851)                         |
|      | Venus and Cupid (Venus och Amor)                                                                         | 1529                                    | olja på träpannå                  | 38,1 × 23,5  | National Gallery, London (sedan 2018)                         |
|      | Venus and Cupid the Honey Thief (Venus och Amor som honungstjuv)                                         | 1529                                    | olja på pannå                     | 51,5 x 36,2  | Burrell Collection, Glasgow                                   |
|      | Venus og Cupido som honningtyv (Venus och Amor som honungstjuv)                                          | 1530                                    | olja på träpannå                  | 58 x 38      | Statens Museum for Kunst, Köpenhamn                           |
|      | Venus und Amor (Venus och Amor)                                                                          | cirka 1530                              | olja på träpannå                  | 166,9 x 61,4 | Gemäldegalerie, Berlin                                        |
|      | Vénus et l'Amour (Venus och Amor)                                                                        | 1531                                    | olja på pannå överförd till duk   | 176 x 80     | Kungliga museet för sköna konster, Bryssel (sedan 1928)       |
|      | Venere e Amore che reca il favo di miele (Venus och Amor med en honungskaka)                             | 1531                                    | olja på pannå                     | 169 x 67     | Galleria Borghese, Rom                                        |
|      | Vénus et Cupidon volant du miel (Venus och Amor som stjäl honung)                                        | 1531                                    | olja på träpannå                  | 51 x 35      | Fondation Bemberg, Toulouse                                   |
|      | Venus mit Amor als Honigdieb (Venus och Amor som honungstjuv)                                            | 1534                                    | olja på träpannå                  | 49,5 x 34    | Fränkische Galerie, Kronach (sedan 1992)                      |
|      | Venus mit Amor als Honigdieb (Venus och Amor som honungstjuv)                                            | 1537                                    | olja på lindpannå                 | 50,1 x 34,4  | Germanisches Nationalmuseum, Nürnberg                         |
|      | Venus and Cupid (Venus och Amor)                                                                         | cirka 1537                              | olja på lindpannå                 | 38,1 x 27    | Scottish National Gallery, Edinburgh                          |
|      | Venus mit Amor als Honigdieb vor schwarzem Grund (Venus och Amor som honungstjuv framför svart bakgrund) | efter 1537                              | målning på lindpannå              | 175,4 x 66,3 | Germanisches Nationalmuseum, Nürnberg                         |
|      | Venus met Amor als honingdief (Venus och Amor som honungstjuv)                                           | efter 1537                              | olja på lindpannå                 | 174 x 66,5   | Kröller-Müller Museum, Otterlo                                |
|      | Venus mit Amor als Honigdieb (Venus och Amor som honungstjuv)                                            | efter 1537                              | målning på lindpannå              | 174 x 64,9   | Gemäldegalerie, Berlin                                        |
|      | Venus with Cupid the Honey Thief (Venus och Amor som honungstjuv)                                        | 1580–1620 (kopia efter konstnärens död) | olja på ekpannå                   | 36,3 x 25,2  | Metropolitan Museum of Art, New York (sedan 1975)             |